# Northeast Bolivian Airways

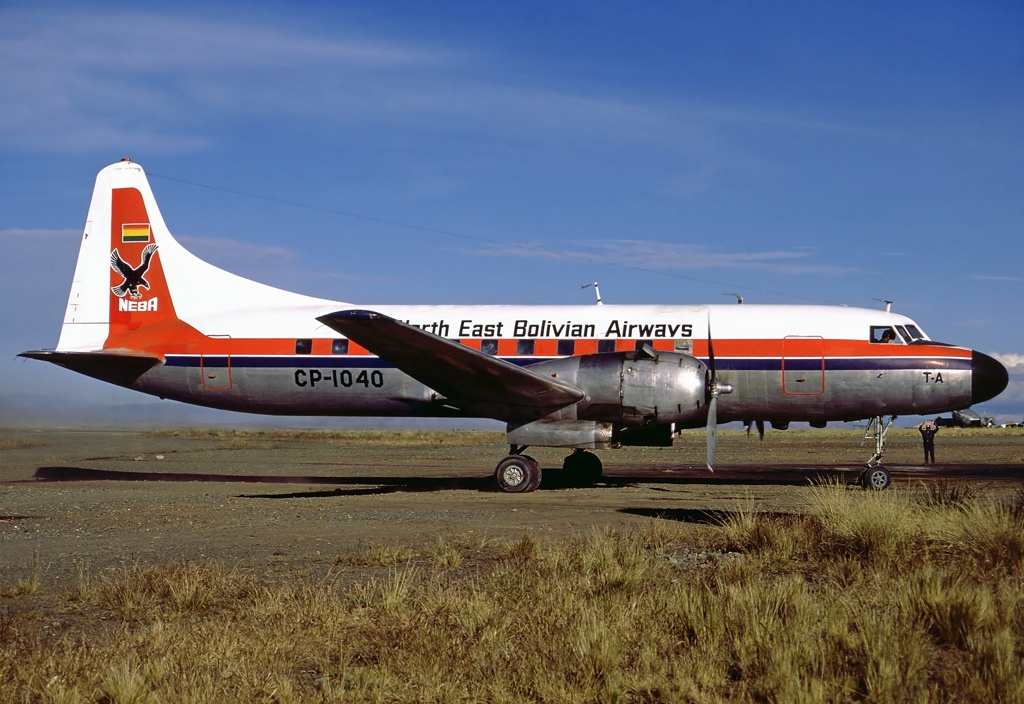
Avion de la compagnie Northeast Bolivian Airways à l'aéroport international d'El Alto.

Northeast Bolivian Airways (NEBA) est une compagnie aérienne basée à Cochabamba en Bolivie.
La compagnie est créée par TriStar Capital qui lui loue un appareil Lockheed L-1011.
Créée à Cochabamba le 14 septembre 1970 avec quatre avions Convair CV-440, lesquels opèrent sur des routes intérieures, du passager et du fret. En 1979, s'ajoutent deux avions SUPER CURTIS C-46 lesquels servent à desservir le nord et le sud de la Bolivie. En 1984, se déroule l'acquisition d'un Douglas DC-4. En 1990, le premier vol international avec un Boeing 707-300 à destination de Miami en Floride. En 2003, NEBA loue l'avion L-1011-50 aux États-Unis. Elle cède en 2004, un Convair CV-440 CP-1040 à l'aéroport de Copenhague. En 2005, NEBA devient un opérateur charter de type transatlantique et sud-américain, à partir de Miami, avec un Boeing 737-200.